# Moluccella
Genre
Classification phylogénétique
Moluccella est un genre de plantes à fleurs de la famille des Lamiaceae.

## Liste d'espèces
Selon Catalogue of Life (8 août 2020), The Plant List (8 août 2020) et World Checklist of Selected Plant Families (WCSP) (8 août 2020) :
- Moluccella aucheri (Boiss.) Scheen (2007)
- Moluccella bucharica (B.Fedtsch.) Ryding (2011)
- Moluccella fedtschenkoana (Kudr.) Ryding (2011)
- Moluccella laevis L. (1753)
- Moluccella olgae (Regel) Ryding (2011)
- Moluccella otostegioides Prain, J. Asiat. Soc. Bengal, Pt. 2 (1890 publ. 1891)
- Moluccella sogdiana (Kudr.) Ryding (2011)
- Moluccella spinosa L. (1753)

Selon Tropicos (8 août 2020) (Attention liste brute contenant possiblement des synonymes) :
- Moluccella acutiloba Ledeb.
- Moluccella armata Sieber ex Benth.
- Moluccella aucheri (Boiss.) Scheen
- Moluccella diacanthophylla Pall.
- Moluccella diacanthophyllum Pall.
- Moluccella frutescens L.
- Moluccella fruticosa Forssk.
- Moluccella grandiflora Stephan ex Willd.
- Moluccella laevis L.
- Moluccella lanata Post
- Moluccella laniflora Willd. ex Benth.
- Moluccella lanigera M. Bieb. ex Poir.
- Moluccella marrubiastrum Stephan
- Moluccella microphylla (Desr.) Delile
- Moluccella mongholica Turcz. ex Ledeb.
- Moluccella otostegioides Prain
- Moluccella persica Burm. f.
- Moluccella quadrangula Siev.
- Moluccella spinosa L.
- Moluccella tuberosa Pall.